# Slint
Slint va ser un grup estatunidenc de post-rock format el 1986 a Louisville, Kentucky. La seva discografia consisteix d'un EP sense títol (1994) i dos àlbums d'estudi: Tweez (1989) i Spiderland (1991). Aquest últim està àmpliament considerant com un dels discs precursors del post-rock i el math rock, així com un dels més influents del gènere.
El grup estava format pel baterista i ocasional vocalista i guitarrista Britt Walford, el vocalista principal Brian McMahan i el guitarrista David Pajo. El baixista fou Ethan Buckler a Tweez i Todd Brashear a Spiderland.
Slint es va separar poc abans de la publicació de Spiderland degut a la depressió de McMahan i la seva conseqüent entrada en un hospital psiquiàtric. Tot i això, amb el temps l'àlbum va desenvolupar un seguiment de culte, sent considerat un dels més importants de la música indie. Desde llavors, el grup es va reunir breument el 1992 i el 1994. El 2005, el 2007 i del 2013 al 2014 es van tornar a reunir per sortir de gira, interpretant principalment les cançons de Spiderland.
El 2014, el cineasta Lance Bangs va dirigir un documental sobre Slint, comptant amb entrevistes amb tots els membres del grup.

## Discografia

### Àlbums
- Tweez (1989)
- Spiderland (1991)

### EPs
- - (sense títol) (1994)